# Gianni Baget Bozzo
Gianni Baget Bozzo (Savona, 8 maart 1925 - Genua, 8 mei 2009) was een Italiaans rooms-katholiek priester en politicus. Hij gold als de "geestelijke mentor" van Silvio Berlusconi.
Baget Bozzo studeerde rechten en was aanvankelijk politiek actief bij de Democrazia Cristiana. In 1984 werd hij in het Europees parlement verkozen voor de Socialistische Partij van Italië, waar hij tot 1994 zitting had. In deze periode was hij uit zijn priesterambt ontheven. Sinds 1994 was hij lid van de Forza Italia van Silvio Berlusconi. In zijn theologische opvattingen volgde hij Joseph Ratzinger.

## Werken
- Il partito cristiano al potere: la DC di De Gasperi e di Dossetti 1945-1954, Firenze, Vallecchi, 1974.
- Il partito cristiano e l'apertura a sinistra: la DC di Fanfani e di Moro 1954-1962, Firenze, Vallecchi, 1977.
- Il partito cristiano, il comunismo e la società radicale, Firenze, Vallecchi, 1977.
- I cattolici e la lettera di Berlinguer, Firenze, Vallecchi, 1978.
- La Trinità, Firenze, Vallecchi, 1980.
- Come sono arrivato a Berlusconi. Dal PSI di Craxi a Forza Italia. Fede, Chiesa e religione, Marco, 1980.
- Di fronte all'Islam. Il grande conflitto, Marietti, 1980.
- met Edoardo Benvenuto La conoscenza di Dio, Borla, 1980.
- La chiesa e la cultura radicale, Queriniana, 1980.
- Il Dio perduto, Mondadori, 1980.
- L' anticristo, Mondadori, 1980.
- Ortodossia e liberazione, Milano, Rizzoli, 1980.
- Profezia. Il Cristianesimo non è una religione, Mondadori, 1980.
- L' ultimo giorno è più vicino, Genesi, 1980.
- Vocazione, Milano, Rizzoli, 1982.
- met Giovanni Tassani, Aldo Moro: il politico nella crisi, 1962-1973, Firenze, Sansoni, 1983.
- met Giorgio Sacchi, Manuale di mistica, Milano, Rizzoli, 1984.
- E Dio creò Dio, Milano, Rizzoli, 1985.
- Prima del bene e del male, Milano, Rizzoli, 1987.
- L' uomo l' angelo il demone, Milano, Rizzoli, 1989.
- met Michele Genovese, L'Europa nel declino degli imperi : dopo Yalta, la Germania?, Venezia, Marsilio, 1990.
- La nuova terra, Milano, Rizzoli, 1994.
- Cattolici e democristiani, Milano, Rizzoli, 1994.
- Il futuro del cattolicesimo. La Chiesa dopo papa Wojtyla, Casale Monferrato, Piemme, 1997.
- Io credo. Il simbolo della fede parola per parola-Lettera a un vescovo su «Chiesa e Occidente», Mondadori, 2003.
- met Alessandro Di Chiara, Cristo e/o Chiesa, Ancora, 2003.
- L' impero d' Occidente. La storia ritorna, Lindau, 2004.
- L'intreccio. Cattolici e comunisti 1945-2004, Mondadori, 2004.
- Verità dimenticate. Vita eterna, anima, escatologia, Ancora, 2005.
- Vocazione, mistica e libertà, Lindau, 2005.
- met Fabrizio Gualco, Le metamorfosi della cristianità, SugarCo, 2005.

- Bibsys: 90385593
- Bibliothèque nationale de France: cb11885674r (data)
- Catàleg d'autoritats de noms i títols de Catalunya: 981058522602106706
- Gemeinsame Normdatei: 118859811
- International Standard Name Identifier: 0000 0001 1033 1020
- Library of Congress Control Number: n79021303
- Nationale bibliotheek van Australië: 35686909
- Nationale Bibliotheek van Israël: 987007415953405171
- Nederlandse Thesaurus van Auteursnamen: 087479257
- Istituto Centrale per il Catalogo Unico: CFIV003535
- Système universitaire de documentation: 026649004
- Trove: 1042691
- Virtual International Authority File: 114324564
- WorldCat: E39PBJc7XrrgH77MDtj76fgqcP